# Sianów
Sianów (Duits: Zanow) is een stad in het Poolse woiwodschap West-Pommeren, gelegen in de powiat Koszaliński. De oppervlakte bedraagt 15,93 km², het inwonertal 6520 (2005).